# Jan Wilsgaard

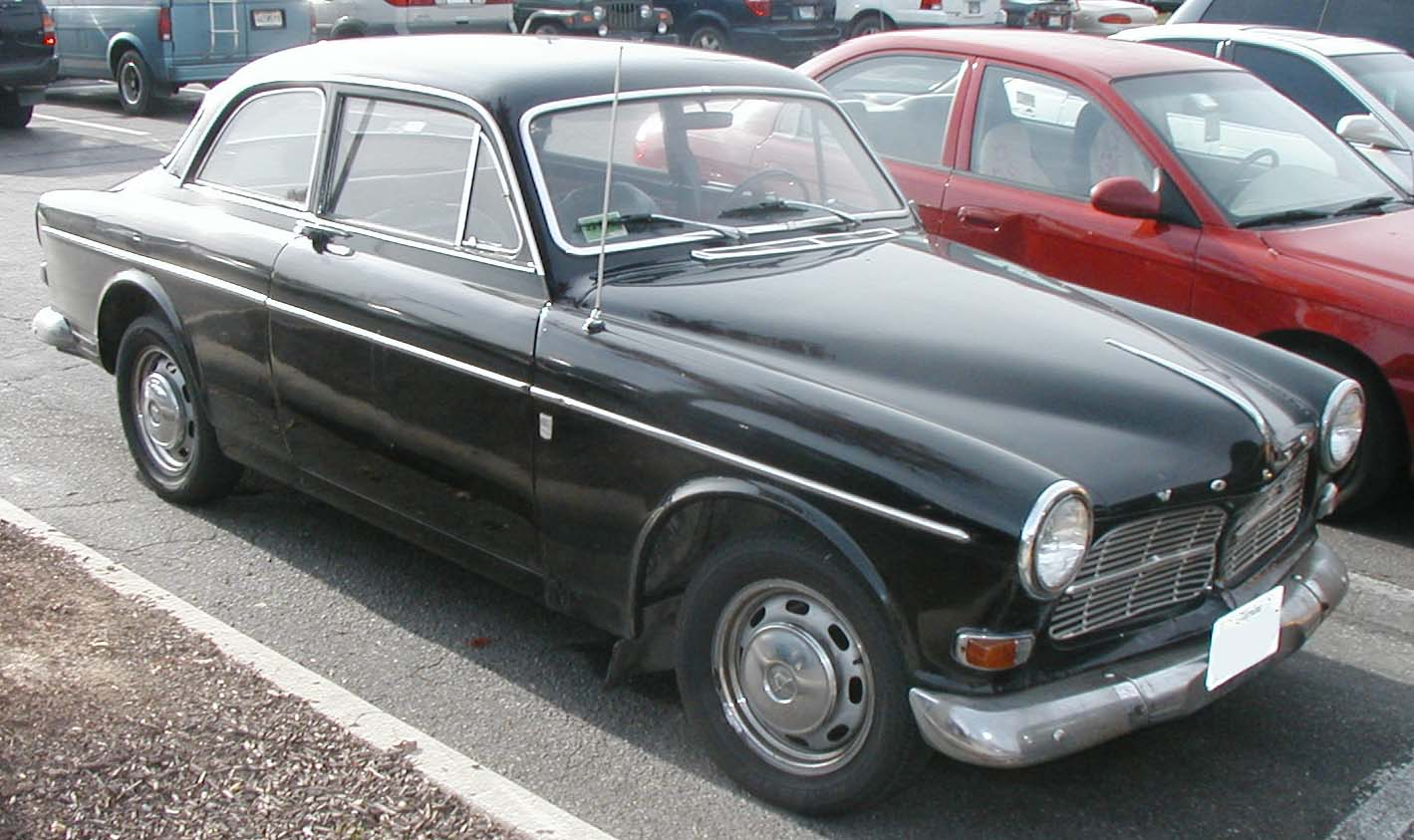
A Volvo 122 coupe, projetada por Jan Wilsgaard

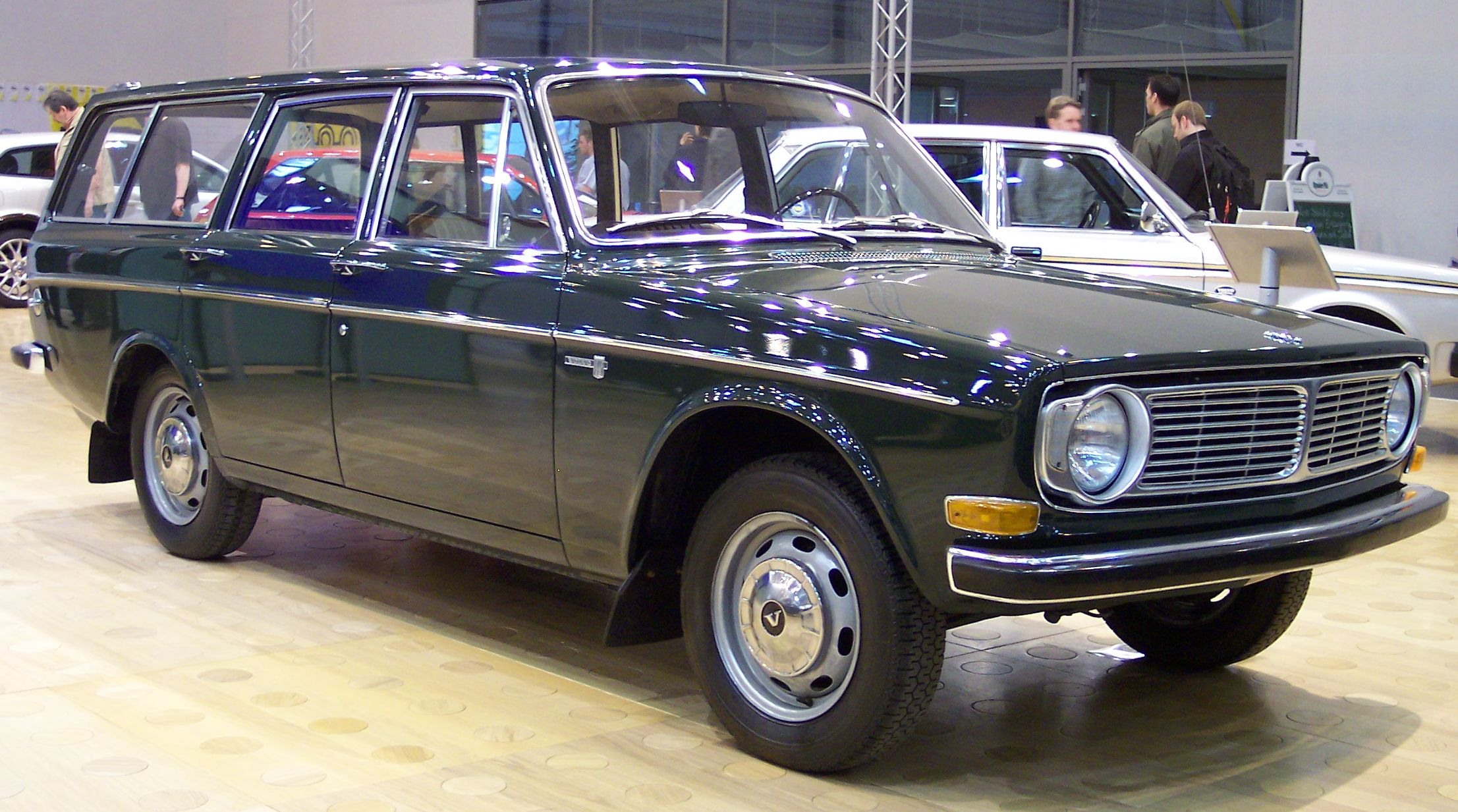
A Volvo 145, projetada por Jan Wilsgaard

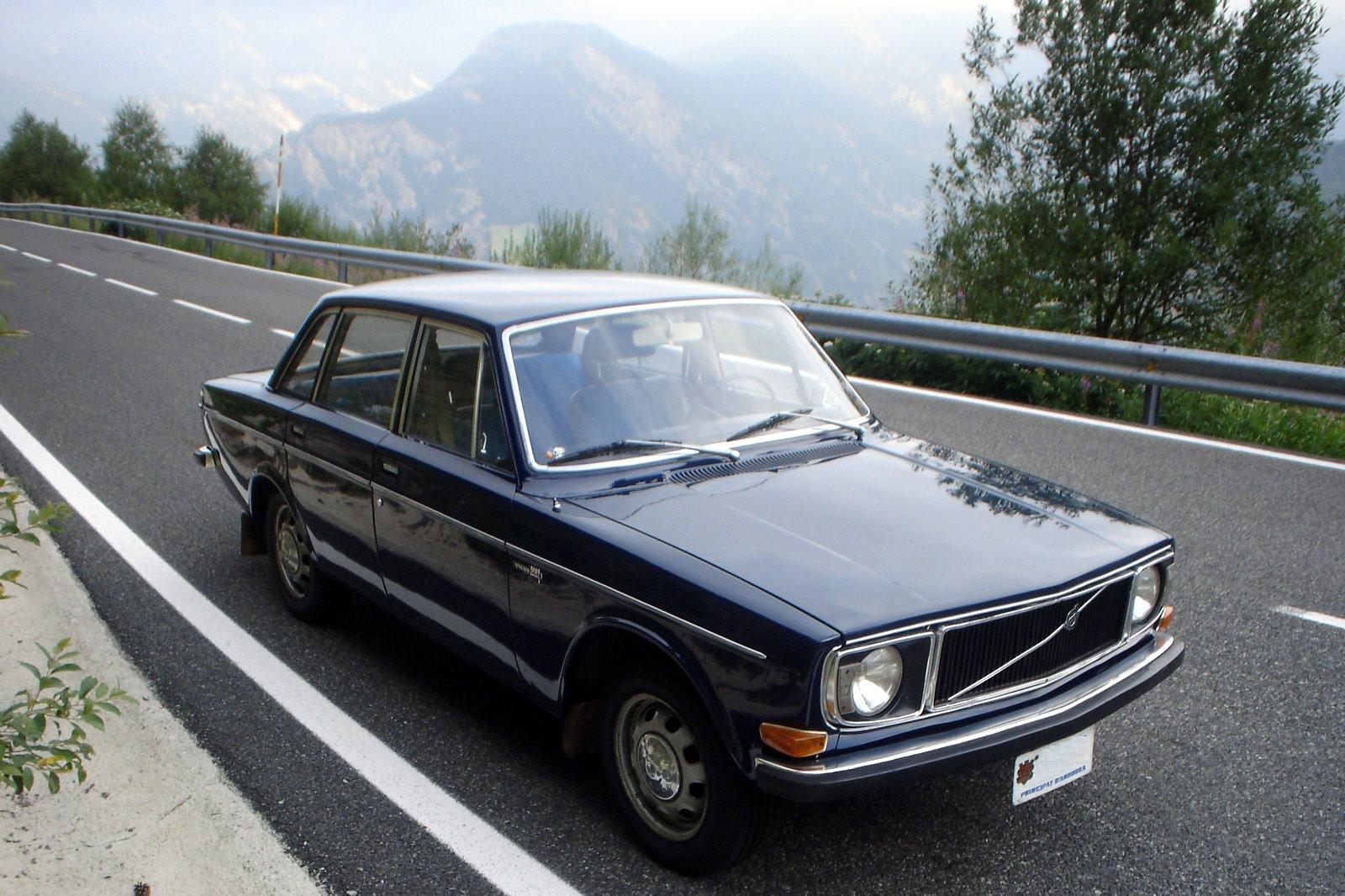
A Volvo 144, projetada por Jan Wilsgaard

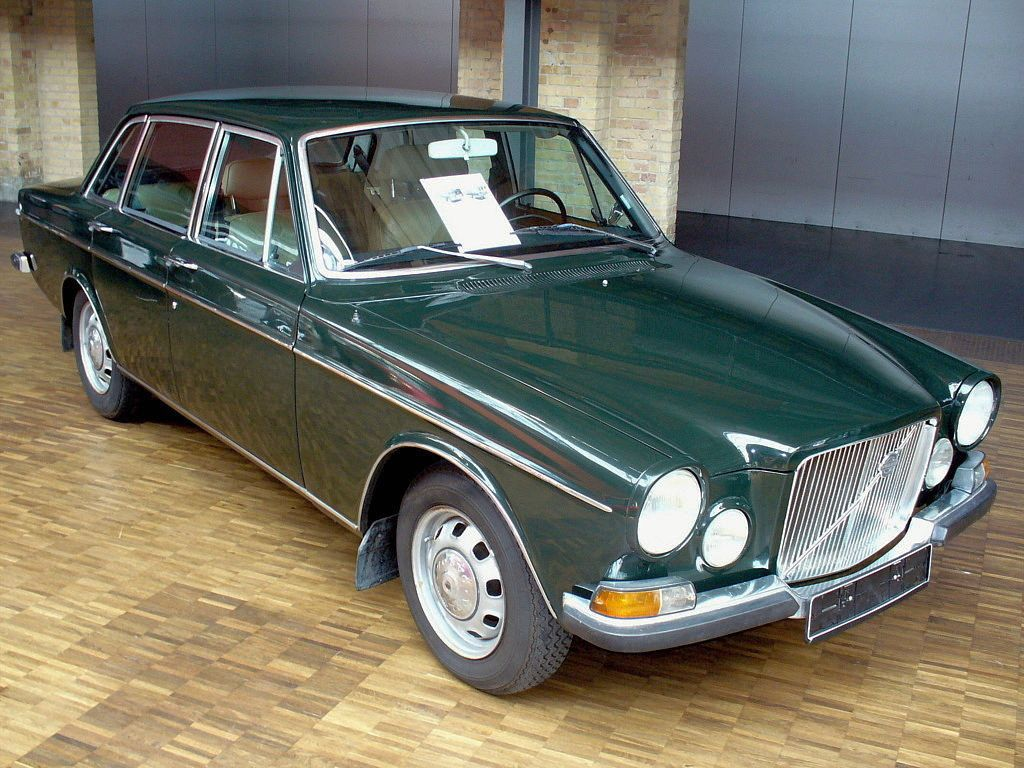
A Volvo 164, projetada por Jan Wilsgaard

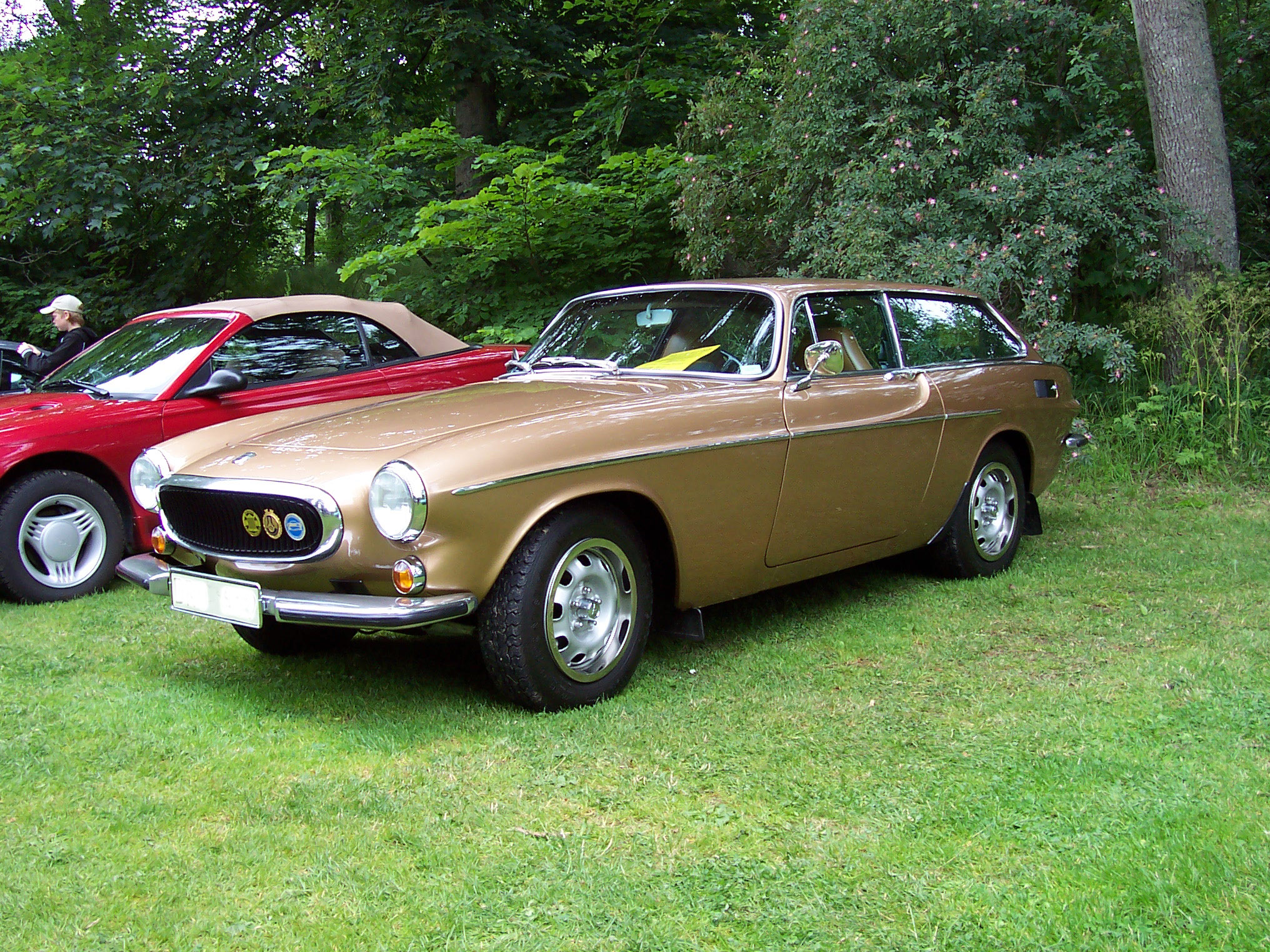
A Volvo P1800ES, adaptada para uma propriedade por Jan Wilsgaard

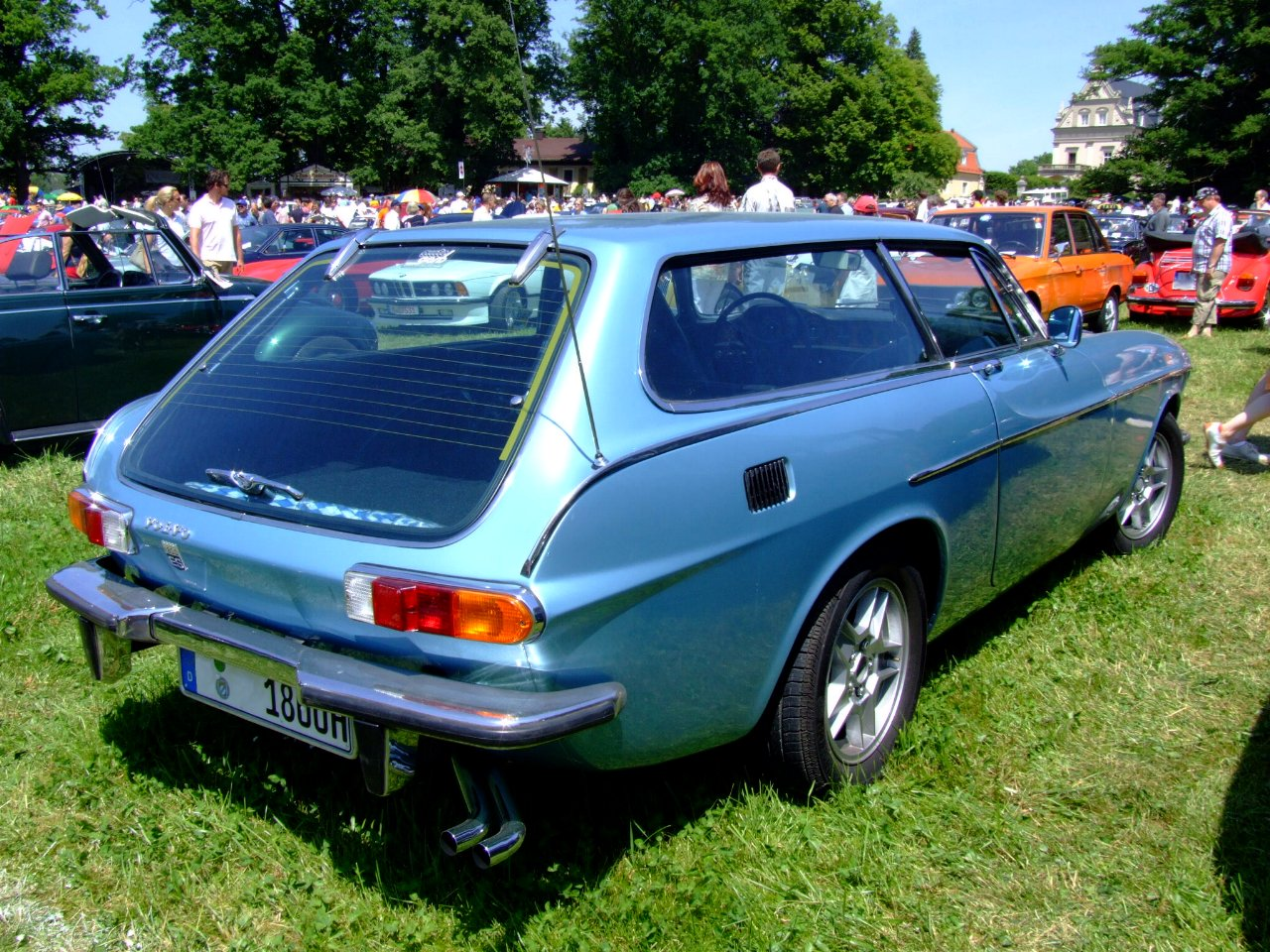
Retrovisor da Volvo P1800ES, adaptada para uma propriedade por Jan Wilsgaard

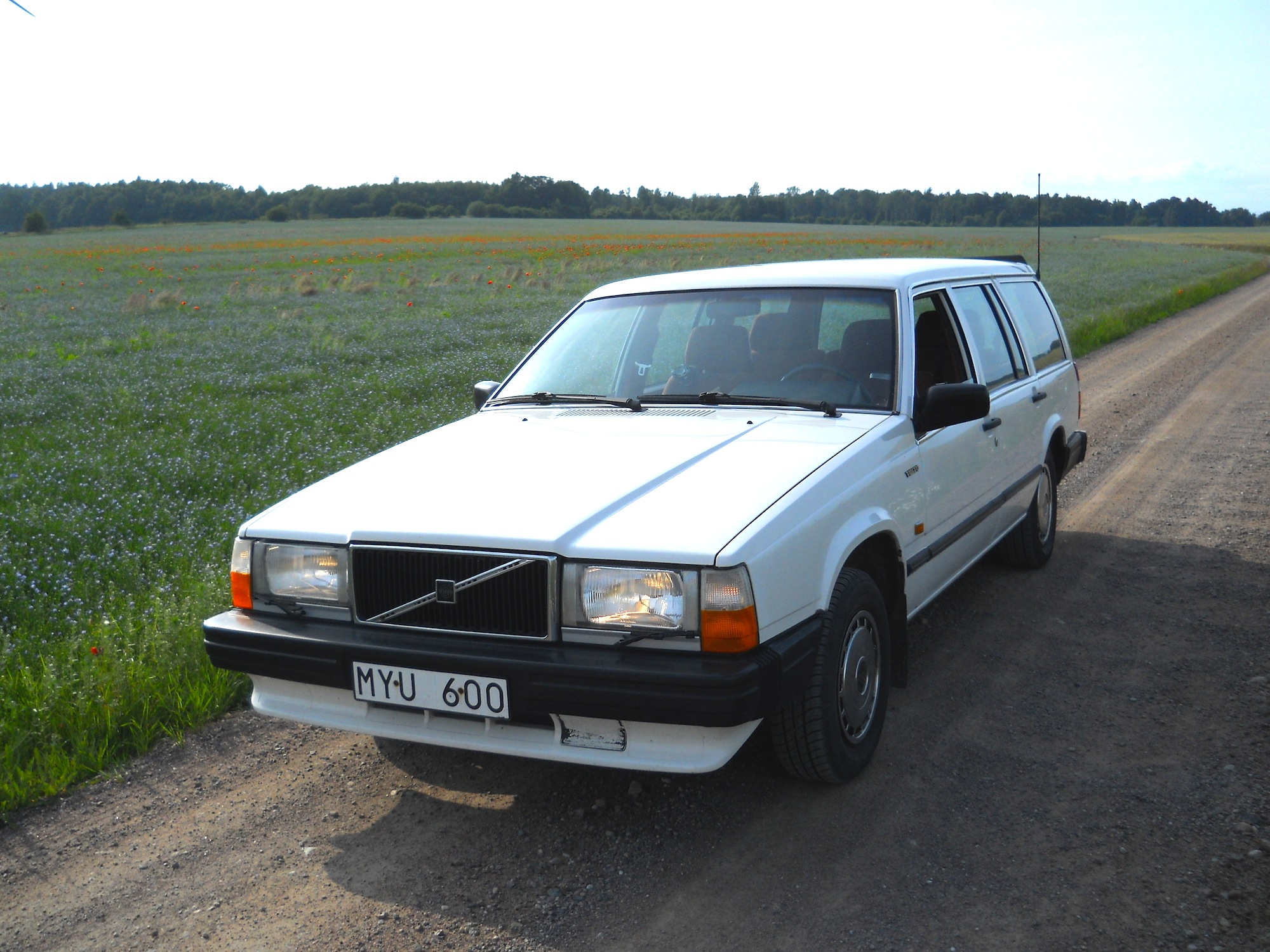
A Volvo 740, projetada por Jan Wilsgaard

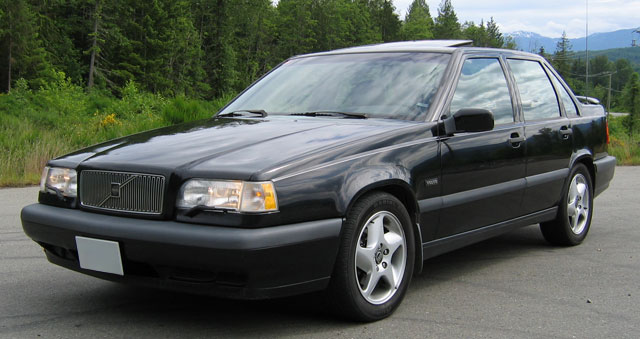
A 850 foi o último projeto de Wilsgaard na Volvo

Jan Wilsgaard (Brooklyn, 23 de janeiro de 1930 – Kungsbacka, 6 de agosto de 2016) foi um Chefe Projetista da Volvo Cars de 1950 a 1990, tendo estudado na Escola de Gotemburgo de Artes Aplicadas (agora HDK, Högskolan no projeto och Konsthantverk, na Universidade de Gotemburgo) antes de se juntar a Volvo quando co-fundador Assar Gabrielsson ainda dirigiu a empresa.
Wilsgaard foi um dos vinte e cinco projetos de nomeados no Projeto de Carro do Século, e foi seguido pelo Volvo pelo projetista observado Peter Horbury.